# Lax Péter
Lax Péter (teljes nevén: Lax Péter Dávid, azaz Peter D. Lax) (Budapest, 1926. május 1. – 2025. május 16.) Wolf- és Abel-díjas magyar születésű amerikai matematikus.

## Kutatási területe
Elsősorban alkalmazott matematikával foglalkozott, kutatási területei: a parciális differenciálegyenletek elmélete, folyadékdinamika, számításelmélet.

## Életpályája
Édesapja Lax Henrik, édesanyja Kornfeld Klára volt. Lax Péter szüleivel 1941-ben költözött az Egyesült Államokba, majd a New York Egyetemen szerzett bachelor fokozatot. Később ugyanitt doktorált 1949-ben. Témavezetője Kurt O. Friedrichs volt. Disszertációjának címe: Nonlinear System of Hyperbolic Partial Differential Equations in Two Independent Variables. Jelenleg az egyetem Courant Matematikatudományi Intézet (Courant Institute of Mathematical Sciences) emeritus professzora.
A magyar nyelv és kultúra, valamint a magyar matematikusokkal fenntartott kapcsolatok fontosak voltak  számára, ezért részt vett a Közép-európai Egyetem matematikai doktori programjának kialakításában is.

## Díjai, kitüntetései
- 1974: Chauvenet-díj
- 1975: Norbert Wiener-díj
- 1986: Nemzeti Tudományos Érem (USA)
- 1987: Wolf-díj
- 1993: a Magyar Tudományos Akadémia tiszteleti tagja
- 1992: Leroy P. Steele-díj[18]
- 2005: Abel-díj
- 2005: A Magyar Köztársasági Érdemrend középkeresztje